# 招き猫ミュージアム
招き猫ミュージアム（まねきねこミュージアム）は、愛知県瀬戸市薬師町2番地にある招き猫の私設博物館である。招き猫の博物館としては日本最大のものである。

## 歴史
1993年（平成5年）に創立された日本招猫倶楽部が設立した。同会の世話役である板東寛司・荒川千尋の個人コレクション数千点を展示する。2000年（平成12年）、日本招猫倶楽部は群馬県吾妻郡嬬恋村に「日本招猫倶楽部 招き猫ミュージアム」を開館させ、2005年（平成17年）3月16日、愛知県瀬戸市に移転した。

## 施設

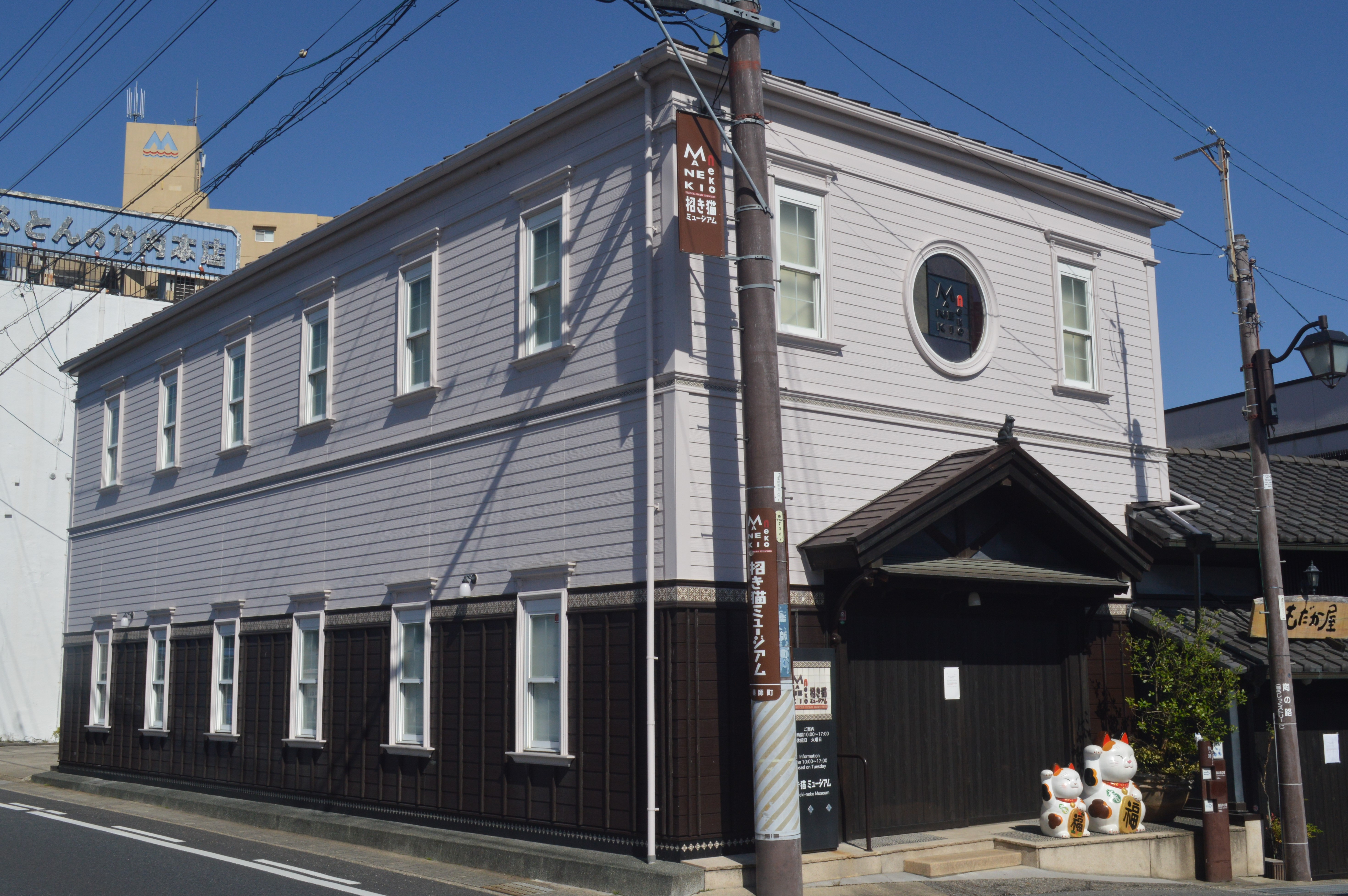
建物の全景

建物は、株式会社中外陶園の倉庫を全面改築し、「大正時代の洋館建築をイメージした」とされている。1階はミュージアムショップで、収蔵品は2階に展示されている。コレクションは全国各地に亘り、各所にキャプションによる解説が付されている。
1階には「スペース29」という多目的スペースを有し、現代招き猫作家のギャラリー、絵付け体験等に使用され、カフェの営業もある。また隣接する雑貨屋「おもだかや」（中外陶園の直営ショップ）とは1階ショップから内部で繋がっており、共に招き猫関係のグッズが販売されている。

## アクセス
- 名鉄瀬戸線 尾張瀬戸駅から徒歩で約8分。
- 東名高速道路 名古屋ICから車で約30分。
- 東海環状自動車道 せと赤津ICから車で約5分。

## 利用情報
- 開館時間 - 10:00～17:00（入館は16:30まで）
- 休館日 - 毎週火曜日
- 観覧料 - 一般：300円、高校生・大学生：200円、中学生以下無料
- 駐車場 - あり

## 参考図書
- 菊地真、日本招猫倶楽部 編『招き猫の文化誌』勉誠社〈museo 8〉、2001年11月1日。ISBN 978-4585090731。 NCID BA55480725。